# جني وعطبة (مسلسل)
جني وعطبة مسلسل تلفزيوني كوميدي كويتي من إخراج وتاليف الفنان أحمد جوهر.

## ملخص القصة
تدور أحداث المسلسل حول شقيقان ثريان يدعيا (بدر) و(قمر)، ويتنافس الشقيقان في تولي إدارة شركة والدهما، وينفذا وصية والدهما وتحت مراقبة عمتهما، والوصية هي أن يصبح أحدهما عامل بالشركة والثاني مدير الشركة منهما لمدة سنتين وبعدها يتبادلا الأدوار لكي يعلمهما التعاون معًا، ولكن يهدد حلمهما سر عائلي قديم.

## الممثلون
- أحمد جوهر
- عبد الرحمن العقل
- مريم الصالح
- غانم الصالح
- نصر حماد
- مناف عبدال
- هبة سليمان
- عبد الإمام عبد الله
- محمد جابر
- شهاب حاجيه